# IC 104
IC 104 — галактика типу *2 (подвійна зірка) у сузір'ї Кит.
Цей об'єкт міститься в оригінальній редакції індексного каталогу.